# Єнін Іван Володимирович
Іван Володимирович Єнін (нар. 6 лютого 1994, Херсон, Україна) — російський футболіст українського походження, півзахисник боснійського «Зриньські».

## Життєпис
Вихованець ДЮСШ «Витязь» (Подольськ). За головну команду дебютував 23 квітня 2012 року у другому дивізіоні. Влітку 2016 року відданий в піврічну оренду в латвійську «Ригу», за який провів 15 матчів. Після закінчення терміну оренди підписав з «Ригою» повноцінний контракт. З «Ригою» Єнін виграв Вірслігу 2018 та Кубок Латвії 2018 року, Напередодні старту сезону 2018/19 років перебрався в «Широкі Брієг», разом з яким у Кубку Боснії і Герцеговини 2018/19 років вийшов до фіналу, де програв «Сараєво».

## Досягнення
«Рига»
- Вища ліга Латвії
  -  Чемпіон (1): 2018

- Кубок Латвії
  -  Володар (1): 2018

«Широкі Брієг»
- Кубок Боснії і Герцеговини
  -  Фіналіст (1): 2018/19